# Exemple (mathématiques)
 (septembre 2013).
Si vous disposez d'ouvrages ou d'articles de référence ou si vous connaissez des sites web de qualité traitant du thème abordé ici, merci de compléter l'article en donnant les références utiles à sa vérifiabilité et en les liant à la section « Notes et références ».
Pour un article plus général, voir Exemple.
Un exemple, en mathématiques,  est un cas particulier visant à illustrer une définition, un théorème ou un raisonnement.
Ainsi, on pourra trouver dans un manuel de mathématiques des énoncés de la forme :
« Définition : Les fonctions {\displaystyle f} définies sur {\displaystyle \mathbb {R} } par {\displaystyle f(x)=ax+b} sont appelées fonctions affines.
Par exemple : la fonction {\displaystyle f} définie sur {\displaystyle \mathbb {R} } par {\displaystyle f(x)=4x-5} est une fonction affine. »

## Démonstrations de propriétés universelles

### Un exemple ne peut prouver une propriété universelle
Quand une proposition énonce une propriété universelle, un exemple qui illustre cette proposition n'a généralement pas valeur de démonstration. Un nombre fini d'exemples ne peut démontrer une propriété universelle valable pour un nombre infini de cas.
Ainsi, on ne peut pas prouver que la conjecture de Syracuse est vraie simplement en la testant sur des exemples, même si en 2013 on a vérifié tous les premiers cas jusqu'à plus de cinq milliards de milliards. Pour conclure que celle-ci est vraie, il faudrait exhiber un raisonnement général.

### Un exemple peut infirmer une propriété universelle
Pour conclure qu'une proposition universelle est fausse, un seul exemple qui la contredit suffit. Dans ce contexte, on l'appelle alors contre-exemple. Conjecture (Fermat) : quel que soit l'entier naturel n, 2(2n) + 1 est un nombre premier.
Contre-exemple (Euler) : cette proposition universelle est fausse, car 2(25) + 1 = 232 + 1 = 4 294 967 297 n'est pas premier, puisque c'est un multiple de 641.

### Force intuitive
Le fait que l'on ait beaucoup d'exemples, mais pas de contre-exemple, sans prouver quoi que ce soit, peut néanmoins conforter l'opinion selon laquelle cet énoncé devrait être vrai. Cette intuition guide souvent les raisonnements mathématiques. Elle a eu aussi son rôle dans l'histoire des mathématiques. 
Ici, l'exemple guide l'induction.

## La valeur confirmative de l'exemple

### Preuve d'une existence
Un exemple peut permettre de confirmer l'existence d'un cas où une proposition est vérifiée. Si on parvient à trouver un exemple, alors la propriété d'existence est démontrée. Proposition : il existe des entiers naturels non nuls a, b et c tels que a2 + b2 = c2.
Démonstration : c'est vrai car, par exemple, 32 + 42 = 9 + 16 = 25 = 52.

### Preuve d'une non-unicité
Ce genre de démonstration d'une existence ne démontre pas l'unicité de l'existence (d'ordinaire, elle se montrerait alors par l'absurde). Au contraire, l'exemple peut même servir à démontrer la non-unicité, en fournissant plusieurs exemples confirmant une même propriété. Ici, on retrouve l'idée de contre-exemple.

### Nombre de cas finis
Certaines propositions peuvent se définir sur un nombre fini de cas. Dès lors, pour prouver que cette proposition est vraie, il suffit de montrer par l'exemple qu'elle est vraie dans chacun des cas.Soit la proposition « Si {\displaystyle i=2} ou {\displaystyle i=-2}, alors {\displaystyle i\times i=4} ». On vérifie les exemples {\displaystyle 2\times 2=4} et {\displaystyle -2\times -2=4}. Dans tous les cas, la propriété est vraie. On a donc bien démontré que la proposition était vraie.On parle alors plutôt de raisonnement par distinction de cas.
Il arrive également qu'une propriété universelle se ramène à un nombre fini (voire faible) de cas, soit parce qu'elle ne porte naturellement que sur ceux-ci, soit parce qu'une partie de la démonstration consiste en une réduction à ce nombre fini de cas.

## Histoire du concept
La terminologie d'exemple est historiquement partagée avec d'autres disciplines.
Le terme exemple est emprunté au latin exemplum, i-, qui servait à décrire l'échantillon; la reproduction; le modèle original; la chose exemplaire.
À l'époque de PH. DE THAON, l'exemple est un « fait servant à appuyer une assertion », ce qui ne correspond pas à la rigueur mathématique moderne.
À l'époque de Montaigne, dans les Essais, l'exemple est ce qui sert à « illustrer par un exemple ».